# Arkoi, Leipsoi, Agathonisi Kai Vrachonisides
Arkoi, Leipsoi, Agathonisi Kai Vrachonisides este o arie protejată (arie specială de conservare — SAC, sit de importanță comunitară — SCI) din Grecia întinsă pe o suprafață de 12.461 ha, integral pe uscat.

## Localizare
Centrul sitului Arkoi, Leipsoi, Agathonisi Kai Vrachonisides este situat la coordonatele 37°17′40″N 26°45′27″E / 37.294577°N 26.757554°E.

## Înființare
Situl Arkoi, Leipsoi, Agathonisi Kai Vrachonisides a fost declarat sit de importanță comunitară în august 1996 pentru a proteja 1 specie de plante și 2 specii de animale. Situl a fost protejat și ca arie specială de conservare în martie 2011.

## Biodiversitate
Situată în ecoregiunile marină mediteraneană și mediteraneană, aria protejată conține 11 habitate naturale: Straturi cu Posidonia (Posidonion oceanicae), Golfuri mici largi și golfuri puțin adânci, Recifuri, Vegetație anuală la limita mareei, Faleze cu vegetație de Limonium spp. endemic de pe coastele mediteraneene, Tufărișuri halo-nitrofile (Pegano-Salsoletea), Matorral arborescenți cu Juniperus spp., Sarcopoterium spinosum phryganas, Pante stâncoase calcaroase cu vegetație casmofită, Peșteri marine scufundate complet sau parțial, Păduri de Olea și Ceratonia.
La baza desemnării sitului se află mai multe specii protejate:
- plante (1): Silene holzmannii
- mamifere (1): delfin mare (Tursiops truncatus)
- reptile (1): Chelonia mydas

Pe lângă speciile protejate, pe teritoriul sitului au mai fost identificate 5 specii de plante, 1 specie de mamifere, 1 specie de nevertebrate.